# Désiré Doué
Désiré Nonka-Maho Doué (sinh ngày 3 tháng 6 năm 2005) là một cầu thủ bóng đá chuyên nghiệp người Pháp hiện đang thi đấu ở vị trí tiền vệ cánh và tiền vệ tấn công cho câu lạc bộ Paris Saint-Germain tại Ligue 1 và Đội tuyển bóng đá quốc gia Pháp. 

## Sự nghiệp câu lạc bộ

### Rennes
Doué bắt đầu sự nghiệp tại học viện trẻ của câu lạc bộ Rennes vào năm 2011 khi mới 5 tuổi. Anh bắt đầu sự nghiệp chuyên nghiệp của mình trong màu áo đội dự bị của câu lạc bộ vào năm 2021 và bắt đầu tập luyện với đội một vào tháng 2 năm 2021. Vào ngày 14 tháng 4 năm 2022, anh đã ký hợp đồng chuyên nghiệp đầu tiên của mình có thời hạn đến năm 2024.
Vào ngày 7 tháng 8 năm 2022, Doué có trận ra mắt chuyên nghiệp cho Rennes với tư cách là cầu thủ dự bị trong trận thua 1–0 tại Ligue 1 trên sân nhà trước Lorient. Vào ngày 31 tháng 8, anh ghi bàn thắng chuyên nghiệp đầu tiên trong chiến thắng 3–1 trên sân nhà trước Brest và trở thành cầu thủ đầu tiên sinh năm 2005 ghi bàn ở bất kỳ giải đấu nào trong năm giải vô địch quốc gia lớn của châu Âu. Vào ngày 6 tháng 10, Doué ghi bàn đầu tiên của anh ở đấu trường châu Âu khi ghi bàn thắng quyết định ở phút thứ 89 cho Rennes trong chiến thắng 2–1 trên sân nhà trước Dynamo Kyiv tại UEFA Europa League. Anh trở thành cầu thủ Pháp trẻ nhất ghi bàn tại các giải đấu cấp câu lạc bộ châu Âu khi mới 17 tuổi, bốn tháng và bốn ngày tuổi. Vào ngày 9 tháng 10, Doué đã ghi một cú vô lê nửa vời trong trận Derby xứ Bretagne gặp Nantes khi ghi bàn ấn định chiến thắng 3–0 trong vòng chưa đầy 1 phút sau khi vào sân thay người ở phút thứ 83. Vào ngày 2 tháng 11, Doué đã gia hạn hợp đồng thêm một năm nữa cho đến năm 2025 với Rennes.
Vào ngày 9 tháng 4 năm 2023, Doué đã bị thay ra trong những phút cuối cùng của trận thua 3–1 trước Lyon sau khi được đưa vào sân từ băng ghế dự bị 18 phút trước đó khi huấn luyện viên Rennes Bruno Génésio chỉ trích tiền vệ này trong những bình luận sau trận đấu, nhưng cũng đồng thời động viên anh. Doué kết thúc mùa giải 2022–23 với 29 lần ra sân, 11 trong số đó là những lần ra sân trong đội hình xuất phát tại Ligue 1.
Vào ngày 1 tháng 10 năm 2023, Doué ghi bàn thắng đầu tiên của mình trong mùa giải Ligue 1 2023–24 trong chiến thắng 3–1 trước Nantes. Vào ngày 26 tháng 1 năm 2024, anh kiến tạo cho bàn thắng đầu tiên của Martin Terrier cho Rennes và ghi bàn thắng thứ hai trong chiến thắng 3–2 trước Lyon.

### Paris Saint-Germain
Vào ngày 17 tháng 8 năm 2024, Doué gia nhập và ký hợp đồng với câu lạc bộ Paris Saint-Germain tại Ligue 1 với mức chuyển nhượng trị giá 50 triệu euro.

## Sự nghiệp quốc tế
Doué là cầu thủ trẻ quốc tế của Pháp. Anh đã từng đại diện cho U-17 và U-19 Pháp. Anh đã chơi cho đội U-17 tại Giải vô địch U-17 châu Âu 2022 và cho đội U-19 trong vòng loại Giải vô địch U-19 châu Âu 2024. Doué nhận hai thẻ vàng và bị đuổi khỏi sân trước tiếng còi kết thúc trận đấu trong trận ra mắt đội tuyển U-21 Pháp trong trận đấu vòng loại Giải vô địch U-21 châu Âu gặp Bosna và Hercegovina vào ngày 13 tháng 10 năm 2023.
Vào ngày 22 tháng 3 năm 2024, Doué ghi hai bàn thắng trong trận ra mắt đội tuyển bóng đá Olympic Pháp để giúp Olympic Pháp đem về chiến thắng 3–2 trước Bờ Biển Ngà. Anh đã chơi trong năm trận đấu tại Thế vận hội Mùa hè 2024, bao gồm một lần ra sân đáng chú ý từ băng ghế dự bị trong trận chung kết với Tây Ban Nha, trận mà Pháp đã thua 5–3 và phải chấp nhận vị trí á quân với tư cách là nước chủ nhà.
Vào ngày 13 tháng 3 năm 2025, Doué được triệu tập lần đầu tiên vào đội tuyển quốc gia Pháp và ra mắt trong trận tứ kết UEFA Nations League 2024–25 gặp Croatia.
Vào ngày 8 tháng 6 năm 2025, Doue nhận huy chương đồng khi giành vị trí thứ 3 tại UEFA Nations League 2024–25 cùng đội tuyển Pháp sau chiến thắng 2–0 trước Đức. Anh đã chơi tổng cộng 138 phút trong giải đấu.

## Đời tư
Sinh ra ở Angers, Pays de la Loire, Pháp, Doué mang cả hai quốc tịch Pháp và Bờ Biển Ngà. Anh trai Guéla Doué, hai anh em họ Yann Gboho và Marc-Olivier Doué của anh cũng là những cầu thủ bóng đá chuyên nghiệp.

## Thống kê sự nghiệp
Tính đến 13 tháng 7 năm 2025
| Câu lạc bộ          | Mùa giải            | Giải vô địch        | Giải vô địch | Giải vô địch | Cúp quốc gia | Cúp quốc gia | Châu lục | Châu lục | Khác | Khác | Tổng cộng | Tổng cộng |
| Câu lạc bộ          | Mùa giải            | Hạng đấu            | Trận         | Bàn          | Trận         | Bàn          | Trận     | Bàn      | Trận | Bàn  | Trận      | Bàn       |
| ------------------- | ------------------- | ------------------- | ------------ | ------------ | ------------ | ------------ | -------- | -------- | ---- | ---- | --------- | --------- |
| Rennes II           | 2021–22             | National 3          | 10           | 1            | —            | —            | —        | —        | —    | —    | 10        | 1         |
| Rennes II           | 2022–23             | National 3          | 1            | 0            | —            | —            | —        | —        | —    | —    | 1         | 0         |
| Rennes II           | Tổng cộng           | Tổng cộng           | 11           | 1            | —            | —            | —        | —        | —    | —    | 11        | 1         |
| Rennes              | 2022–23             | Ligue 1             | 26           | 3            | 1            | 0            | 7        | 1        | —    | —    | 34        | 4         |
| Rennes              | 2023–24             | Ligue 1             | 31           | 4            | 5            | 0            | 6        | 0        | —    | —    | 42        | 4         |
| Rennes              | Tổng cộng           | Tổng cộng           | 57           | 7            | 6            | 0            | 13       | 1        | —    | —    | 76        | 8         |
| Paris Saint-Germain | 2024–25             | Ligue 1             | 31           | 6            | 6            | 4            | 16       | 5        | 8    | 1    | 61        | 16        |
| Tổng cộng sự nghiệp | Tổng cộng sự nghiệp | Tổng cộng sự nghiệp | 99           | 14           | 12           | 4            | 29       | 6        | 8    | 1    | 148       | 25        |

1. ↑  Bao gồm Coupe de France
2. 1 2  Ra sân tại UEFA Europa League
3. ↑  Ra sân tại UEFA Champions League
4. ↑  Ra sân tại Trophée des Champions, ra sân bảy lần và ghi một bàn tại FIFA Club World Cup

## Danh hiệu

### Câu lạc bộ
Paris Saint-Germain
- Ligue 1: 2024–25[17]
- Coupe de France: 2024–25[18]
- Trophée des Champions: 2024[19]
- UEFA Champions League: 2024–25[20]
- UEFA Super Cup: 2025[21]
- FIFA Club World Cup á quân: 2025[22]

### Đội tuyển quốc gia
U-17 Pháp
- Vô địch Giải vô địch bóng đá U-17 châu Âu: Israel 2022

U-23 Pháp
- Huy chương bạc Thế vận hội Mùa hè: 2024[12]

Pháp
- Hạng ba UEFA Nations League: 2024–25

### Cá nhân
- Cầu thủ trẻ Ligue 1 xuất sắc nhất năm: 2024–25
- Đội hình Ligue 1 tiêu biểu nhất năm: 2024–25
- Cầu thủ xuất sắc nhất tháng của UNFP: Tháng 3 năm 2025
- Cầu thủ trẻ xuất sắc nhất mùa giải UEFA Champions League: 2024–25
- Đội hình tiêu biểu nhất mùa giải UEFA Champions League: 2024–25

### Huân chương
- Huân chương Công trạng Quốc gia Pháp: 2024